# Jazykový relativismus
Jazykový relativismus je lingvistická a antropologická teorie, podle níž
1. struktury jazyka podstatně ovlivňují naše poznávání a konstrukci poznaného světa;
2. struktury různých jazyků se navzájem velice liší,
3. jejich mluvčí tudíž žijí v různých, navzájem nepřevoditelných světech.

## Souvislost jazyka a myšlení
“Jazyk myšlenky přestrojuje.“ (L. Wittgenstein)
Naše poznání světa na jazyce zřejmě závisí: co nedovedeme vyjádřit slovy, o tom sotva můžeme říci, že jsme to poznali.
“Hranice mého jazyka znamenají hranice mého světa.“ (L. Wittgenstein)
Všechny známé jazyky nutí své mluvčí více méně souvislou zkušenost (například krajinu) dělit na jednotlivé předměty označované různými slovy (hory, údolí, lesy atd.), i když jejich hranice ve zkušenosti nejsou ani zdaleka ostré a zřetelné. Kromě toho například – přinejmenším v indoevropských jazycích – musí mluvčí jediný jev (zkušenost), například letícího černého ptáka, obvykle vyjádřit třemi složkami: podstatným jménem (pták), slovesem (letět) a přídavným jménem (černý), které ve větě hrají roli podmětu, přísudku a rozvíjejícího členu. K tomuto rozkladu do kategorií nás jazyk nutí i tam, kde jeden z členů je významově zbytečný (například „fouká vítr“), a jen výjimečně můžeme jev popsat jediným slovem (například „prší“).
Jazykové kategorie do značné míry odpovídají kategoriím logickým – například subjekt a predikát.

## Rozmanitost jazyků
Počet živých jazyků se v současné době odhaduje na něco přes 6000 a lze mezi nimi skutečně najít významné a často překvapivé rozdíly. Týkají se všech rovin jazyka: fonetiky, lexika, gramatiky i stylu. Z množství zvuků, které člověk dokáže vyloudit, si každý jazyk vybírá velmi omezenou množinu hlásek (fonémů), které se podílejí na významu, kdežto jiné z řeči vylučuje. Známým příkladem lexikálních rozdílů mezi jazyky je klasifikace barev: některé jazyky znají jen dvě (tmavá a světlá), jiné tři (bílá, černá, červená), jiné přidávají ještě zelenou nebo modrou atd. Některé jazyky rozlišují rody, slovesné časy a podobně. Některé jazyky slova ohýbají (skloňují, časují), jiné je spojují (aglutinují) a jiné je prostě řadí za sebou do vět ve více či méně volném pořadí (slovosledu).

## Jazykový relativismus
Pod dojmem těchto rozdílů začali už němečtí filosofové a vědci na přelomu 18. a 19. století (Johann Georg Hamann, Johann Gottfried Herder, Wilhelm von Humboldt) uvažovat o tom, že představy lidí hovořících různými jazyky jsou nejspíš také rozdílné. Tuto myšlenku pak formuloval americký antropolog Edward Sapir a jeho žák Benjamin Lee Whorf – oba na základě důkladného výzkum indiánských jazyků na západním pobřeží USA.
“Lidé nežijí jen v objektivním světě (…), ale jsou do značné míry vydáni na milost tomu jazyku, který se stal vyjadřovacím prostředkem jejich skupiny. Představa, že se člověk přizpůsobuje skutečnosti v podstatě bez použití jazyka a že jazyk je jen nahodilý prostředek k řešení problémů komunikace a reflexe, je iluze.“
“Náš „skutečný svět“ je fakticky do značné míry nevědomě vybudován na jazykových zvyklostech určité skupiny. Žádné dva jazyky nejsou natolik podobné, abychom mohli soudit, že představují tutéž společenskou skutečnost. Světy, v nichž různé společnosti žijí, jsou rozdílné světy, ne tentýž svět jen s jinými nálepkami.“

## Kritika jazykového relativismu
Proti Sapir-Whorfově hypotéze vystoupila řada lingvistů, kteří naopak zdůraznili společné či univerzální rysy všech známých jazyků (hlasová, akustická podoba; artikulace hlásek a artikulace slov; schopnost jazyka vyjádřit cokoli je třeba; „průhlednost“ jazyka – mluvčí si neuvědomuje, jak mluví a pod.). Silným odpůrcem jazykového relativismu je významný lingvista Noam Chomsky, zastánce univerzální a vrozené „jazykové schopnosti“ člověka. Při bližším ohledání se také ukázalo, že zastánci „silného“ relativismu přeháněli a nebrali v úvahu například schopnost člověka naučit se i jiný jazyk, překládat z jednoho do druhého nebo pozoruhodné jevy sbližování jazyků tam, kde je silná a trvalá komunikace různých jazykových oblastí (jazykový svaz).